# Vallesaccarda
Vallesaccarda é uma comuna italiana da região da Campania, província de Avellino, com cerca de 1.605 habitantes. Estende-se por uma área de 14 km², tendo uma densidade populacional de 115 hab/km². Faz fronteira com Anzano di Puglia (FG), San Sossio Baronia, Scampitella, Trevico.

## Demografia
| Variação demográfica do município entre 1861 e 2011                               |
|                                                                                   |
| Fonte: Istituto Nazionale di Statistica (ISTAT) - Elaboração gráfica da Wikipedia |